# Pyrausta flavicollalis
Pyrausta flavicollalis là một loài bướm đêm trong họ Crambidae.